# Chaetocarpus
Classification APWebsite
Genre
Synonymes
- Gaedawakka Kuntze
- Mettenia Griseb.
- Neochevaliera A.Chev. & Beille
- Regnaldia Baill.

Chaetocarpus est un genre de plantes à fleurs de la famille des Peraceae, anciennement classé dans la famille des Euphorbiaceae, d'abord décrit comme un genre en 1854,. Les espèces du genre Chaetocarpus sont  des arbres ou des arbustes. Ils sont originaires des Amériques, d'Afrique, et d'Asie,. Certaines espèces sont en voie de disparition.
Espèces
1. Chaetocarpus acutifolius (Britton & P. Wilson) Borhidi - Sierra de Moa à Cuba
2. Chaetocarpus africanus Pax - Centre Afrique
3. Chaetocarpus castanocarpus (Roxb.) Thwaites - Asie du sud-est, Yunnan, Assam, Bangladesh, Sri-Lanka
4. Chaetocarpus cordifolius (Urb.) Borhidi - Cuba, Hispaniola, Jamaïque
5. Chaetocarpus coriaceus Thwaites - Sri Lanka
6. Chaetocarpus cubensis Fawc. & Rendle - Cuba
7. Chaetocarpus echinocarpus (Baill.) Ducke - Bolivie, Brésil
8. Chaetocarpus ferrugineus Philcox - Sri Lanka
9. Chaetocarpus gabonensis Breteler - Gabon
10. Chaetocarpus globosus (Sw.) Fawc. & Rendle Jamaïque, Cuba,  République Dominicaine
11. Chaetocarpus myrsinites Baill.  - Bolivie, Brésil
12. Chaetocarpus parvifolius Borhidi - Cuba
13. Chaetocarpus pearcei Rusby - Bolivie
14. Chaetocarpus pubescens (Thwaites) Crochet.f.  - Sri-Lanka
15. Chaetocarpus rabaraba Capuron - Madagascar
16. Chaetocarpus schomburgkianus (Kuntze) Pax & K. Hoffm.  - Colombie, Venezuela, Les 3 Guyanes, nord-ouest du Brésil

membre homonymiques du genre, synonyme de Pouteria
Chaetocarpus pouteria J. F. Gmel, synonyme de Pouteria guianensis Aubl.  (Sapotaceae)